# Castlevania: Harmony of Despair
Castlevania: Harmony of Despair, in Giappone Akuma jō Dracula: Harmony of Despair (悪魔城ドラキュラ Harmony of Despair?, Akuma jō Dorakyura:  Harmony of Despair, lett. "Dracula del castello del Diavolo: Armonia della disperazione"), è un videogioco di tipo azione/platform, è un mash-up di vari ambienti, personaggi, armi, musiche della serie Castlevania e altri oggetti tratti da opere diverse tra loro.
Sviluppato e pubblicato da Konami nel 2010 su Xbox Live e nel 2011 su PlayStation Network. Il gioco supporta il multigiocatore online fino a 6 giocatori, e solo la versione PlayStation 3 supporta il multigiocatore locale in una singola console fino a 4 giocatori, mentre la versione X360 si limita alla cooperativa online.

## Modalità di gioco
Il gioco prevede una cooperazione tra giocatori che dovranno esplorare luoghi e stanze ispirati dai precedenti titoli di Castlevania, giocando da solo appare molto più difficile fare salire di livello il personaggio scelto.
I giocatori possono eseguire attacchi combinati e aprire scorciatoie collaborando tra loro, dovranno risolvere enigmi per accedere alle diverse stanze da esplorare e infine riunirsi per sconfiggere il boss di fine capitolo nell'arco di 30 minuti. L'esperienza, l'inventario e il negozio sono fondamentali per far crescere il personaggio in modo da diventare abbastanza forte da portare il gioco a termine anche in modalità solitaria.
Importante è il tasto che zoomma il gioco in 4 inquadrature diverse, la più vicina serve ad affrontare il gioco come i normali precursori della serie, la seconda un po' più distante da un effetto di grafica HD, le altre visuali servono ad orientarsi nel livello, per capire le strade chiuse o le porte sbarrate.
Il giocatore può portare con sé solo un oggetto curativo come una pozione per la salute o per recuperare la magia ecc per un massimo 3 di quantità, per venire incontro a questo limite nel gioco in alcune zone per ogni capitolo c'è il Grimorio (libro arcano su un piedistallo) che dà accesso all'inventario compresi gli oggetti, armi e pozioni appena trovati.
Le Casse, dall'aspetto come un forziere, il contenuto cambia in base al colore e al livello di gioco (Normale o Difficile).
- ROSSE: contengono denaro.
- MARRONI di legno: possono contenere cibo, armi, equipaggiamento di basso livello e valore, ogni tanto anche il mostro Mimic
- VERDI: contengono armi, equipaggiamento comuni, di basso livello.
- BLU: al pari delle casse verdi. In multigiocatore contengono solo Acqua della Vita questo oggetto riporta anche in vita i giocatori scheletro ripristinando il loro aspetto e caratteristiche.
- VIOLA: contengono armi, equipaggiamenti non comuni a volte anche rari e potenti.
- GIALLE ORO: è la cassa di fine livello, dopo aver ucciso il Boss, rilascia le cose più rare ma in relazione al livello del personaggio che la apre, alla salute, al tempo speso per finire il livello.

Finendo il sesto livello si sblocca li livello di difficoltà hard/difficile.
La modalità multigiocatore, introdotta per la prima volta nella serie in questo titolo, è possibile scegliere su cinque personaggi (altri sono stati introdotti tramite DLC).

## Personaggi
| Nome                                | Gioco di provenienza                   | Arma           | note        |
| ----------------------------------- | -------------------------------------- | -------------- | ----------- |
| Alucard                             | Dracula's Curse, Symphony of the Night | spada, altre   | vampiro     |
| Soma Cruz                           | Aria of Sorrow, Dawn of Sorrow         | spada, altre   | vampiro     |
| Jonathan Morris                     | Portrait of Ruin                       | frusta, altre  | cacciatore  |
| Charlotte Aulin                     | Portrait of Ruin                       | libro magico   | maga        |
| Shanoa                              | Order of Ecclesia, Judgement           | glifi arcani   | strega      |
| Contenuti digitali da scaricare DLC |                                        |                |             |
| Julius Belmont                      | Aria of Sorrow, Dawn of Sorrow         | frusta, altre  | cacciatore  |
| Yoko Belnades                       | Aria of Sorrow, Dawn of Sorrow         | bastone        | strega      |
| Richter Belmont                     | Rondo of Blood                         | frusta, altre  | cacciatore  |
| Maria Renard                        | Rondo of Blood                         | colomba sacra  | cacciatrice |
| Simon Belmont                       | Castlevania 1986                       | frusta, altre  | cacciatore  |
| Getsu Fūma                          | Getsu Fūma Den                         | spada pulsante | guerriero   |

1. ↑  Personaggio raffigurato nella selezione dello stesso ricreato in grafica a 8-bit.

### Giocatore Scheletro
Solo nel gioco multiplayer, quando un personaggio muore, diventa un scheletro vivente. I giocatori scheletrici possono ancora muoversi, saltare e attaccare i nemici lanciando ossa, non possono fare scivolate o doppi salti, hanno solo 100HP di salute e difesa molto bassa, possono tornare al loro aspetto originale tramite le casse blu.
Se un giocatore scheletrico muore, la squadra perde 3 minuti di tempo collettivo del capitolo, se tutti i giocatori diventano scheletri si perde la partita.

## Accoglienza
La rivista Play Generation diede alla versione per PlayStation 3 un punteggio di 78/100, apprezzando la cooperativa, sia online che locale, la quale dava nuova linfa vitale a un grande classico e come contro il fatto che quest'ultima caratteristica finì per penalizzare il bilanciamento in singolo, che era quasi ingiocabile, trovando che la grafica HD e il multiplayer avessero dato una rinfrescata ad una serie sulla soglia del vintage, finendo per consigliarlo agli amanti dei classici. Un recensore di Console-Tribe valutò l'edizione per Xbox 360, dandole un voto di 82/100, trovando che nonostante il tempo fosse passato, la "roccaforte" di Castlevania reggeva ancora bene alle "intemperie", reputandolo un titolo corposo con un comparto ludico davvero ricco.
Giovanni Ferlazzo di Everyeye.it parlò anche lui della versione uscita per la console Microsoft, ma non apprezzò la modalità giocatore singolo in quanto poco studiata, invece pensò che quella multigiocatore riusciva a portare una ventata di freschezza al franchise, ma nonostante ciò erano presenti dei problemi di bilanciamento tra i cinque personaggi giocabili. Fabio Fundoni di Gamesurf diede un 7, in quanto il titolo lasciava spiazzato il giocatore alla ricerca del sapore delle care vecchie avventure della famiglia Belmont e lo gettava in un ambiente più arcade che mai, tuttavia era più adeguato come titolo multiplayer che in singolo.

## Sequel
Un successore del gioco dal punto di vista tecnico è Castlevania: Grimoire of Souls, prodotto per dispositivi mobile, si può giocare sino a quattro giocatori contemporaneamente e con vari personaggi provenienti da diversi archi narrativi. Attualmente pubblicato solo in Canada il 20 settembre 2019 per valutare il gradimento e giocabilità.